# آرگوس (یونان)
شهر آرگوس در استان پلپونز در کشور یونان واقع شده است که دارای جمعیت ۲۵٬۵۲۹  نفر می‌باشد.  این شهر یکی از قدیمی ترین شهر های جهان که به طور مداوم مسکونی بوده اند هست . تعداد زیادی از بناهای تاریخی در این شهر وجود دارد . 
آرگوس در زمان یونان باستان یکی از رقبای قدرتمند اسپارت برای کنترل پلوپنز بود . اما بعد از بی طرف ماندن در جنگ های ایران و یونان موقعیتش را بین دولت شهر های دیگر یونان از دست داد .